# قافلة عبيد
قافلة العبيد هي مجموعة من العبيد المقيدين بالسلاسل معًا ويسوقهم مالكو أو تجار العبيد من مكان إلى آخر.

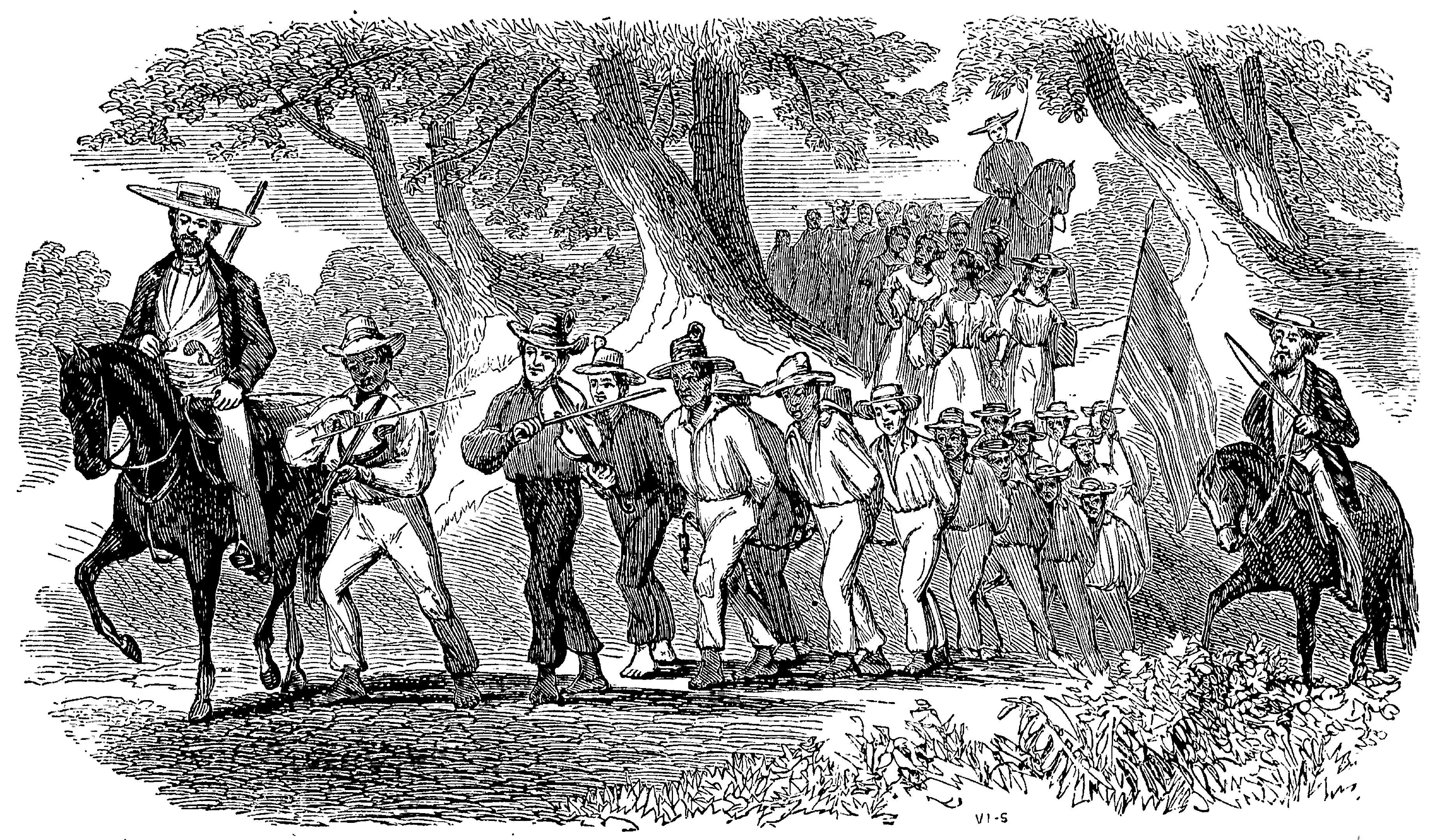
قافلة عبيد